# 美ら島リーグ
美ら島リーグ（ちゅらしまリーグ）は、沖縄県の社会人野球チーム、サムライ那覇、沖縄スポルト、てるクリニック、金武イーグルスの4チームでリーグ戦を行っているアマチュアリーグのことである。ただし、サムライ那覇は、2009年1月28日付で日本野球連盟より解散の承認がされ廃部となっている。